# Ґуґах (Сіярстак-Єйлакі)
Ґуґах (перс. گوگاه) — село в Ірані, у дегестані Сіярстак-Єйлакі, у бахші Рахімабад, шагрестані Рудсар остану Ґілян. За даними перепису 2006 року, його населення становило 38 осіб, що проживали у складі 9 сімей.